# Phaonia zugmayeriae
Phaonia zugmayeriae är en tvåvingeart som först beskrevs av Johann Andreas Schnabl 1888.  Phaonia zugmayeriae ingår i släktet Phaonia och familjen husflugor. Arten är reproducerande i Sverige. Inga underarter finns listade i Catalogue of Life.